# Urophyllum rostratum
Urophyllum rostratum är en måreväxtart som beskrevs av Theodoric Valeton. Urophyllum rostratum ingår i släktet Urophyllum och familjen måreväxter. Inga underarter finns listade i Catalogue of Life.